# Campionato asiatico 2010 (hockey su pista)
Il Campionato asiatico di hockey su pista 2010 è stata la tredicesima edizione della massima competizione asiatica per le rappresentative di hockey su pista maschili maggiori e fu organizzata dalla CARS. La competizione si svolse dal 25 al 26 luglio 2010 a Taipei in Taiwan. 
La vittoria finale è andata alla nazionale del Giappone che si è aggiudicata il torneo per la quarta volta nella sua storia.

## Formula
Il campionato asiatico 2010 vide la partecipazione di quattro nazionali asiatiche. La manifestazione fu organizzata tramite un girone all'italiana con gare di sola andata; erano assegnati tre punti per l'incontro vinto, un punto a testa per l'incontro pareggiato e zero la sconfitta. Al termine la prima squadra classificata venne proclamata campione d'Asia.

## Squadre partecipanti
| Squadra       | Partecipazioni precedenti al torneo                                         |
| ------------- | --------------------------------------------------------------------------- |
| Giappone      | 12 (1985, 1987, 1989, 1991, 1995, 1997, 1999, 2001, 2004, 2005, 2007, 2009) |
| India         | 12 (1985, 1987, 1989, 1991, 1995, 1997, 1999, 2001, 2004, 2005, 2007, 2009) |
| Taipei cinese | 10 (1987, 1989, 1991, 1995, 1999, 2001, 2004, 2005, 2007, 2009)             |

Nota bene: nella sezione "partecipazioni precedenti al torneo" le date in grassetto indicano la squadra che ha vinto quell'edizione del torneo

## Svolgimento del torneo

### Prima fase
| Pos | Squadra       | Pt | G | V | N | P | GF | GS | DG  |
| --- | ------------- | -- | - | - | - | - | -- | -- | --- |
| 1.  | Taipei cinese | 6  | 2 | 2 | 0 | 0 | 14 | 2  | +12 |
| 2.  | Giappone      | 3  | 2 | 1 | 0 | 1 | 2  | 3  | -1  |
| 3.  | India         | 0  | 2 | 0 | 0 | 2 | 1  | 12 | -11 |

| Data      | Ora | Gara          | Gara | Gara          |
| --------- | --- | ------------- | ---- | ------------- |
| 25 luglio |     | Giappone      | 1-3  | Taipei cinese |
| 25 luglio |     | India         | 0-1  | Giappone      |
| 25 luglio |     | Taipei cinese | 11-1 | India         |

### Finale
| Data      | Ora | Gara          | Gara | Gara     |
| --------- | --- | ------------- | ---- | -------- |
| 26 luglio |     | Taipei cinese | 1-3  | Giappone |